# Trillium luteum
Trillium luteum е вид цъфтящо растение от семейство Melanthiaceae. Видът е незастрашен от изчезване.

## Разпространение
Видът е разпространен в Съединените щати (Северна Каролина, Джорджия, Тенеси и Кентъки), обикновено в сянката на широколистни дървета.